# Chronologie de la plongée sous-marine
 (septembre 2010).
Si vous disposez d'ouvrages ou d'articles de référence ou si vous connaissez des sites web de qualité traitant du thème abordé ici, merci de compléter l'article en donnant les références utiles à sa vérifiabilité et en les liant à la section « Notes et références ».
La chronologie de la plongée sous-marine commence dès la Préhistoire pour la pêche sous-marine en apnée alors pratiquée exclusivement en poids constant. Le tuba est également utilisé en surface depuis cette période. L'Antiquité voit l'émergence de la plongée en apnée en poids variable avec l'apparition de la skandalopetra. C'est également à cette période que sont fabriquées les premières cloches de plongée. Elle connaît de nombreux perfectionnements décisifs à partir du XVIIIe siècle conduisant à la plongée en scaphandre, d'abord à l'aide d'un narguilé, puis de bouteilles de plongée (scaphandre autonome).

## Avant Jésus Christ
- Fin du IVe siècle av. J.-C. 322 miladi : Alexandre le Grand se fait descendre sous l'eau dans une cloche de plongée utilisée pour le renflouement et les travaux portuaires[1],[2].

## XVIIeetXVIIIesiècles
- 1690 : Edmond Halley met au point un nouveau modèle de cloche de plongée.
- 1715 : le chevalier Pierre Rémy de Beauve crée un habit-plongeur. Un corset de fer protège le torse du plongeur contre la pression de l'eau. Sur le corset s'emboîte un casque doté de deux verres, destinés à la vision sous-marine, ainsi que deux tuyaux reliés à la surface et alimentés en air par un soufflet. Une jaquette de cuir située sur le corset assure l'étanchéité moyennant une fermeture dorsale constituée de baguettes de cuivre. Le plongeur porte aux jambes et aux pieds un pantalon et des chaussures lestées de plomb.

- 1715 : armure de plongée de John Lethbridge, c'est un cylindre constitué de lattes de bois tenues par des boulons qui plonge et remonte moyennant le largage d'un lest et qui inclut une réserve d'air.

- 1717 : en Allemagne Andreas Becker crée un habit similaire à celui du chevalier Pierre Rémy de Beauve, toujours alimenté par soufflet.

- 1757 : M. de Gélacy, colonel d'Infanterie légère, présente à l'Académie des Sciences un habit permettant de flotter sur la surface de l'eau.

- 1765 : le registre de la séance du 1er septembre, de l'Académie Royale des Sciences siégeant à Paris, reconnaît le succès de la démonstration que Jean-Baptiste de La Chapelle, dit l'Abbé de la Chapelle (1710-1792), fit dans la Seine, en face de Bercy, aujourd'hui à l'intérieur de Paris. De la Chapelle portait un « corset insubmersible » qu'il baptisa d'un mot de son invention : « scaphandre », du grec skaphe (barque) et andros (homme). L'Académie reconnaît le succès de son invention mais reste sceptique quant à son utilisation future. Elle consistait en un corset réalisé en liège et permettant à des soldats ou des naufragés de flotter et de traverser les cours d'eau. Comme le prévoyait l'acte de l'Académie des Sciences son invention ne connut pas de suite (si ce n'est peut-être le gilet de sauvetage) mais le terme scaphandre resta tout de même quelque part dans les mémoires puisqu'il finit par être appliqué aux équipements de plongée sous-marine.

- 1772 : premier scaphandre à casque rigide, réalisé en cuivre, par le Sieur Fréminet, bourgeois oisif de Paris. Le mot scaphandre n'ayant pas été encore popularisé, Fréminet baptise son invention du nom de « machine hydrostatergatique ». Le système d'apport d'air est celui du soufflet, mais Fréminet conçoit aussi une version de sa machine où le plongeur traîne derrière lui une réserve d'air.

- 1775 : L'Abbé de la Chapelle publie le Traité de la construction théorique et pratique du scaphandre ou du bateau de l'homme, plus ancien document écrit connu témoignant de l'utilisation du mot scaphandre.

- 1797 : machine de Karl Heinrich Klingert (en).

- 1798 : en juin F.W. Joachim, plongeur employé par Klingert, réalise avec succès les essais de la machine de celui-ci.

## XIXesiècle
- 1805 : appareil autonome du Français Pierre-Marie Touboulic, avec une réserve d'air. Le plongeur libère l'air par le biais d'un robinet.

- 1808 : appareil autonome du Belge Claude Antoine Brizé-Fradin, inspiré du système de Touboulic.

- 1817 : en Allemagne Christian Caspar Von Hoppenstedt s'inspire de l'habit d'Andreas Becker et crée son propre habit-plongeur, dont l'alimentation en air est toujours assurée par un soufflet.

- 1818 : après avoir participé aux guerres napoléoniennes Augustus Siebe, ingénieur d'artillerie dans les armées prussiennes, quitte l'Allemagne pour l'Angleterre.

- 1819 : Augustus Siebe s'installe à Londres et se lance dans une affaire de construction et de réparation d'outils et instruments mécaniques. Ses inventions lui valent un prix de la « Société des Arts ».

- 1823 : les frères John (en) et Charles Deane (en) déposent le brevet d'un appareil pour fumées destiné aux pompiers et constitué d'un casque en métal fixé sur une jaquette en tissu et d'une pompe.

- 1825 : l'Anglais William H. James invente un système autonome avec une réserve d'air en fer placée autour de la taille du plongeur.

- 1825 : les frères Deane créent une société de récupération des filets et ancres perdues par les pêcheurs.

- 1828 : Le Français Paul Lemaire d'Augerville met au point un système autonome semblable aux précédents, mais qui permet au plongeur de s'en servir comme d'une bouée stabilisatrice. Son invention, ayant précédé la bouée Fenzy de plus de 130 ans, tombe dans l'oubli.

- 1830 : pour transformer leur casque à fumée en casque de plongée, Charles Deane fait appel à Augustus Siebe qui réalise vers 1830 un casque en cuivre doté de trois hublots, un pour la vue frontale et deux autres pour les côtés gauche et droit.

- 1831 : combinaison autonome de l'Américain Charles Condert. Il se fabrique un costume caoutchouté semi-étanche qui inclut un harnais porté sur les épaules et duquel pend une réserve d'air en forme de fer à cheval qu'il porte autour de la taille. Fabriquée en cuivre cette réserve d'air communique avec le costume grâce à des tubes en cuivre. Pour remplir sa réserve à pression Condert s'est fabriqué un compresseur à partir d'un fût de canon. Par le biais d'un robinet il libère progressivement l'air de sa réserve et pour l'évacuation de l'air vicié il pense d'abord à une valve de non-retour, mais finalement l'utilisation d'un trou minuscule sur le dessus de la cagoule prouve être un système efficace.

- 1832 : en août Charles Condert ne survit pas à l'une de ses plongées, et meurt dans l'East River à vingt pieds de profondeur (moins de sept mètres). Le tube respiratoire qui le reliait à sa réserve s'était brisé, il avait à sa disposition une ligne verticale qui lui aurait permis de rejoindre la surface mais pour une raison inconnue il n'y parvint jamais, peut-être une chute ayant inondé son costume l'en empêcha.

- 1837 : scaphandre pieds lourds d’Augustus Siebe, le premier à être entièrement étanche. Par une idée de George Ewards le casque se sépare en deux parties dont la jonction et l'étanchéité sont assurées par des boulons, la tête est couverte par la partie appelé « bonnet » et le torse par celle dénommée « pèlerine ». Le système d'alimentation en air par le biais d'une pompe a déjà définitivement remplacé les soufflets. Siebe s'allie avec son beau-fils Gorman et fonde la société d'équipements de plongées « Siebe Gorman ».

- 1838 : le 14 novembre le docteur Manuel Théodore Guillaumet, d'Argentan, dépose le brevet d'un appareil de plongée. Il s'agit du premier détendeur de plongée de l'histoire, mais il n'est pas autonome, l'air est fourni par une pompe en surface. L'appareil plongeur de Guillaumet n'incluait pas encore de réserve intermédiaire entre l'arrivée d'air et le plongeur mais il disposait d'une vessie gonflable et dégonflable qui était destinée à la flottabilité. Cet appareil peut donc aussi être considéré comme la première bouée stabilisatrice avec direct system et inflateur, 133 ans avant le modèle que la société Scubapro commercialisa à partir de 1971.

- 1849 : Pierre-Aimable de Saint Simon Sicard invente le premier recycleur, avec une réserve d'oxygène pur.

- 1850 : ayant déjà fabriqué une toile caoutchoutée imperméable le chapelier Joseph-Martin Cabirol (1799-1874) l'applique aux brevets de Siebe et se lance dans la fabrication de scaphandres à casque, bien qu'il n'ait aucune expérience dans ce domaine.

- 1855 : brevet du scaphandre de Cabirol, pour lequel l'habit de Siebe est remplacé par un habit fabriqué à partir de la toile de Cabirol et le casque comprend une soupape réglable pour l'évacuation de l'air vicié. Un quatrième hublot est placé sur la partie supérieure du casque pour que le scaphandrier puisse voir au-dessus de lui. Ayant présenté son scaphandre à l'Exposition universelle de Paris, Cabirol gagne la médaille d'argent.

- 1857 : le 3 juin le scaphandre de Cabirol est homologué par la Marine Impériale Française.

- 1860 : le 14 avril, « Régulateur destiné à régulariser l'écoulement des gaz comprimés » brevet de Benoît Rouquayrol, à l'usage des mineurs qui subissent les « coups de grisou ». C'est un détendeur qui fonctionne selon le même principe que celui de Théodore Guillaumet.

- 1862 : le 16 janvier Rouquayrol dépose le brevet de son « Isoleur Rouquayrol » comprenant le régulateur de 1860 et un masque avec pince-nez et ferme-bouche.

- 1863 : Benoît Rouquayrol reçoit une médaille d'or à l'Exposition de Nîmes.

- 1863 : le 25 août, troisième brevet de Benoît Rouquayrol, c'est la « Pompe soufflante spéciale », dont les pistons sont fixes et le corps de pompe est mobile.

- 1864 : de repos à Espalion (musée du Scaphandre) après avoir contracté en Cochinchine une affection qui le rend inapte au service en mer, le lieutenant de vaisseau Auguste Denayrouze rencontre Benoît Rouquayrol et lui propose d'adapter son régulateur à la plongée sous-marine. Ensemble ils brevettent, en juin, « l'appareil plongeur Rouquayrol-Denayrouze », le premier scaphandre autonome de l'histoire qui délivre l'air automatiquement, « à la demande » du plongeur, c'est-à-dire par simples inspirations et expirations d'air. Ce système permet de libérer le plongeur du casque scaphandre. Sans casque un pince-nez est prévu pour le nez mais au début rien ne l'est pour protéger les yeux. Un casque ouvert dans sa partie inférieure est alors ajouté à l'ensemble. L'appareil est homologué cette année même par la Marine Impériale Française.

- 1865 : en février, création de la « Société Rouquayrol-Denayrouze ». Auguste Denayrouze en est le responsable pour ce qui est du développement et de la commercialisation des appareils auprès des sociétés privées et des marines nationales.

- 1865 : Auguste Denayrouze crée la « Société Française de Pêche aux Éponges », basée à Smyrne en Turquie.

- 1865 : Rouquayrol et Denayrouze brevettent un masque facial qu'ils surnomment « groin », de par sa forme.

- 1866 : le masque-groin rencontre quelques difficultés et Auguste Denayrouze décide de l'abandonner au profit d'un casque scaphandre plus conventionnel, à trois boulons. Par contre l'air arrive toujours à la bouche du plongeur par le biais d'un embout buccal. L'air excédentaire est évacué par un robinet manuel.

- 1867 : présenté à l’Exposition universelle de 1867 de Paris, l'appareil Rouquayrol-Denayrouze gagne la médaille d'or. Jules Verne, qui assiste à l'exposition, fera de cet appareil l'appareil respiratoire des équipages du capitaine Nemo dans son roman Vingt Mille Lieues sous les mers, paru en 1870.

- 1869 : Auguste Denayrouze confie à son frère Louis la gérance de la « Société Française de Pêche aux Éponges » pour qu'il commercialise son appareil-plongeur en Méditerranée orientale.

- 1872 : Louis Denayrouze dépose le brevet d'un appareil nommé « aérophore », destiné à nouveau à la sécurité des mineurs dans les mines. Louis dépose aussi, en juin, le brevet d'une lampe à pétrole étanche, utile aux mineurs mais aussi aux plongeurs.

- 1873 : En janvier Auguste Denayrouze propose au ministre de la Marine un scaphandre doté de plusieurs améliorations, dont un casque scaphandre à trois boulons de sa conception (1872). Dans cette version à casque l'appareil Rouquayrol-Denayrouze se voit débarrassé de l'embout buccal et la tête du scaphandrier peut faire pression sur un bouton-poussoir pour agir sur une soupape d'évacuation des gaz. Un réservoir intermédiaire entre la pompe et le plongeur assure la régularité du débit d'air et supprime les différences de pression d'air générées par la pompe et que le scaphandrier ressent tout particulièrement dans ses oreilles.

- 1874 : la « Société Française de Pêche aux Éponges » est dissoute pour créer la « Société des Spécialités Mécaniques Réunies » dont Louis Denayrouze devient directeur.

- 1874 : en février Louis Denayrouze dépose le brevet du « Cornet acoustique sous-marin », qui permet la communication du plongeur avec la surface, c'est le premier téléphone sous-marin.

- 1882 : scaphandre rigide des frères Alphonse et Théodore Carmagnolle. L'étanchéité du prototype, conservé de nos jours au Musée national de la Marine de Paris, s'avéra imparfaite lors des premiers essais[3].

- 1893 : premières photographies sous-marines, réalisées par Louis Boutan avec un appareil de sa conception.

- 1900 : publication du livre de Louis Boutan, La photographie sous-marine.

## XXesiècle
- 1905 : Maurice Fernez commence ses recherches sur la respiration sous l’eau par le biais d’un tube flexible de caoutchouc. Il veut libérer le scaphandrier du lourd équipement traditionnel. Il constate qu’au-delà d’une profondeur d’un mètre ou un mètre et demi la respiration devient impossible.

- 1912 : Maurice Fernez ajoute une pompe à air de pneu de voiture à gonflage manuel (Michelin) à son tube en caoutchouc, ainsi qu’un embout buccal et un pince-nez. L’embout buccal est doté d’une soupape « en bec de canard », soupape de non retour pour l’expiration de l’air pompé en surface. C’est l’appareil respiratoire Fernez 1. Le 20 août 1912 il évolue avec cet appareil  (pendant dix minutes d’abord et six minutes ensuite) à six mètres de profondeur sous les ponts de Sully et de Marie, à Paris, dans la Seine. Le 27 octobre 1912 un volontaire de 27 ans, lors d’une démonstration publique à la piscine municipale de l’avenue Ledru-Rollin à Paris, reste 35 minutes sous l’eau en disant ensuite au médecin qui l’interrogeait qu’il n’avait ressenti aucune gène et qu’il aurait pu rester sous l’eau indéfiniment.

- 1912 : la société allemande Drägerwerk (connue aussi sous le nom de son fondateur, orthographié « Dräger » ou « Draeger ») commence la production en série de recycleurs grâce aux inventions de l'ingénieur Hermann Stelzner, qui avait rejoint Dräger en 1906[4]. D'autres modèles de Stelzner seront produits en grandes quantités dans les quelques années qui suivront, comme le Dräger DM20 et le Dräger DM40, tous couplés à des casques scaphandres et utilisés par la Kriegsmarine pendant toute la durée de la Seconde Guerre mondiale.

- 1914-1918 : pendant la guerre, Maurice Fernez travaille pour l’armée dans la fabrication de masques à gaz destinés aux hommes mais aussi aux chevaux et aux chiens. Il continue ses recherches sur des appareils respiratoires subaquatiques.

- 1914 : au sein de la Marine nationale française le capitaine de corvette Louis de Corlieu invente les palmes de plongée. Il fait une démonstration devant un parterre d'officier, dont le lieutenant de vaisseau Yves Le Prieur[5] qui des années plus tard, en 1926, inventera un modèle de scaphandre autonome. Ce sont les palmes de De Corlieu qui permettent l'avènement du déplacement horizontale en plongée, et ce en pleine eau, dans toutes les couches de la masse aquatique. Jusqu'à l'invention de De Corlieu la plongée était conçue uniquement comme une activité à déplacement vertical, une marche à pied qui se pratique sur le fond de la masse d'eau, sans s'intéresser à ce qui puisse y avoir entre ce fond et la surface.

- 1915 : recycleur français au nitrox.

- 1920 : Maurice Fernez conçoit (mais c’est Eugène Fenzy qui brevette) un recycleur d’air, destiné aux mineurs, contre les « coups de grisou ».

- 1920 : Maurice Fernez remplace la pompe à pneu de son Fernez 1 par une pompe Giffard à deux cylindres à pistons, actionnée par deux hommes au lieu d’un seul et y ajoute un masque facial avec deux verres, un verre en face de chaque œil. Cet appareil est le Fernez 2, destiné « aux grandes profondeurs ». Le tube est de 45 mètres, dans un modèle postérieur, le modèle 3, le tube sera de 80 mètres. En option, pour de faibles profondeurs, le plongeur peut porter des lunettes Fernez subaquatiques brevetées par Fernez; ce sont les lunettes Fernez qu’utiliseront Gilpatrick, Tailliez, Dumas ou Cousteau au début des années 1930.

- 1924 : Louis de Corlieu quitte la Marine nationale pour se consacrer uniquement à ses inventions. Il commence à fabriquer ses palmes dans son grand appartement de Paris[5]. Le capitaine de frégate Philippe Tailliez retiendra l'année 1924 comme celle où De Corlieu avait imaginé ses palmes pour la première fois[6] alors qu'en réalité il avait commencé dix ans avant (voir année 1914 sur cette même chronologie).

- 1925 : Maurice Fernez fait une démonstration de l’un de ses appareils au Grand Palais de Paris, où l’observe Yves Le Prieur. Le Prieur lui demande de s’allier à lui pour travailler sur un nouveau concept de scaphandre autonome, Fernez accepte avec enthousiasme[7].

- 1926 : Yves le Prieur et Maurice Fernez brevettent leur scaphandre autonome, avec réserve d’air à débit continu, une bouteille d'air comprimé fabriquée par la société Michelin[8], réglable à la main par le biais d’un « manodétendeur ». Le pince-nez, les lunettes et la soupape expiratoire de Fernez ont été couplés au réservoir de le Prieur au lieu d’être couplés au tube relié à la surface, c’est le « scaphandre Fernez-Le Prieur ». Le 6 août 1926, démonstration publique de l’appareil à la piscine des Tourelles, à Paris, il est ensuite homologué par la Marine nationale française.

- 1933 : Le Prieur remplace les lunettes de Fernez par un masque facial qui couvre le visage, en éliminant par là même aussi l’embout et la soupape de Fernez. L’air arrive dans le masque et s’en échappe par un côté, toujours en débit continu. L'élimination des apports de Fernez rebaptise ce nouvel appareil du seul nom d'« appareil Le Prieur ».

- 1933 : le six avril, brevet de palmes en caoutchouc de Louis de Corlieu, (brevet no 767013)[5] couplées à deux autres palmes, en forme de cuillère, destinées à être portées aux mains. L'ensemble de palmes pour pieds et mains reçoit le nom de « propulseurs de natation et de sauvetage ».

- 1934 : Création à Marseille par Georges Beuchat de la Société Pêche Sport, à présent connue sous le nom Beuchat International.

- 1934 : René Commeinhes invente un appareil respiratoire de débit à la demande destiné aux pompiers. Pour ce faire il couple le scaphandre de le Prieur au détendeur de Rouquayrol-Denayrouze.

- 1937 : l'appareil respiratoire de René Commeinhes est homologué par les pompiers. Le fils de René, Georges Commeinhes, adapte l'appareil de son père à la plongée subaquatique et en fait une démonstration publique appelée « l'Aquarium Humain » lors de l'Exposition universelle de Paris. L'appareil, désormais aussi homologué par la Marine nationale française, est constitué de deux cylindres à circuit ouvert. Le détendeur est une grosse boîte rectangulaire se trouvant entre les deux cylindres.

- 1938 : recycleur allemand Draeger, le DM40.

- 1939 : Plusieurs unités du détendeur de Georges Commeinhes sont produites. Il en cède une à la Marine nationale française, mais la guerre ne donne plus de suite à la production et interrompt les recherches.

- 1939 : Les palmes de De Corlieu commencent enfin à être fabriquées en série et à être commercialisées. La même année De Corlieu cède une licence à l'Américain Owen P. Churchill qui se met immédiatement à les fabriquer aux États-Unis pour les nageurs de combat de l'US Navy. Ceux-là les utiliseront pour des opérations de déminage lors du débarquement en Normandie en 1944. Après la guerre De Corlieu se dépensera à protéger et faire ses brevets[5].

- 1942 : détendeur GC42 de Georges Commeinhes (« GC » pour « Georges Commeinhes »), avec masque facial.

- 1942 : Pendant l'occupation Émile Gagnan (ingénieur chez Air Liquide) obtient de la société Piel un détendeur Rouquayrol-Denayrouze qu'il utilise pour faire fonctionner des gazogènes pour cause d'essence trop souvent réquisitionnée par l'occupant. En décembre, à Paris, Henri Melchior (Directeur d'Air Liquide et donc patron de Gagnan) présente Gagnan à son gendre, Jacques-Yves Cousteau, car il sait que celui-ci réalise depuis longtemps des recherches dans le domaine de l'autonomie des équipements de plongée.

- 1943 : Cousteau fait dans la Marne les premiers essais subaquatiques du détendeur de Gagnan : quand le plongeur est à l’horizontale le détendeur fonctionne correctement, mais quand il est debout il se met en débit continu et quand il est tête en bas il se bloque. Cousteau et Gagnan décident alors de ramener l’expiration au niveau de la membrane du détendeur, qui équilibre l’air avec la pression ambiante et ferme le débit pendant l’expiration.

- 1943 : un jour de juin, face à la plage de Barry, commune de Bandol, dans le Var, premiers essais concluants par Cousteau de son scaphandre autonome Cousteau-Gagnan. Le matin même Cousteau avait reçu à Bandol une caisse en provenance de Paris, par express, envoyée par Gagnan et contenant le deuxième prototype, basé sur les corrections accordées entre ce dernier et Cousteau. Une fois de plus ce fut Cousteau qui l'essaya, ses trois assistants furent Simone Cousteau (née Melchior), Frédéric Dumas et Philippe Tailliez[9]. Une plaque placée sur les lieux, le 26 octobre 1997, commémore l’évènement.

- 1943 : en juillet, devant Marseille, Georges Commeinhes atteint la profondeur de 53 mètres avec son GC42[10].

- 1943 : en octobre Frédéric Dumas atteint 62 mètres de profondeur avec un Cousteau-Gagnan. Au cours de cette même plongée il devient aussi le premier plongeur en scaphandre autonome à avoir subi une narcose à l'azote (connue aussi sous le nom d'« ivresse des grandes profondeurs »)[11].

- 1944 : Georges Commeinhes meurt au cours de la libération de Strasbourg. Son détendeur, inventé un an avant celui de Cousteau et Gagnan, sera par la suite complètement oublié, effacé par le succès du scaphandre autonome Cousteau-Gagnan.

- 1945 : Cousteau et Gagnan brevettent le CG45 (« CG » pour « Cousteau-Gagnan », « 45 » pour « 1945 ») et fondent « La Spirotechnique », filiale d'Air Liquide.

- 1946 : La Spirotechnique commercialise le CG45.

- 1947 : Georges Beuchat lance l'arbalète de chasse sous-marine « Tarzan ».

- 1948 : Georges Beuchat invente la bouée de surface.

- 1950 : « Collerette de sécurité sous-marine », fabriquée manuellement par Frédéric Dumas et utilisant une petite bouteille de gaz comprimé. Elle est l'ancêtre des bouées stabilisatrices plus tard commercialisées par les sociétés Aérazur ou Fenzy. Dumas avait déjà prévu qu'en cas de nécessité impérieuse durant la remontée le plongeur pouvait puiser de l'air de sa collerette.

- 1950 : Georges Beuchat commercialise le 1er caisson photo ainsi que la gaine au mollet Tarzan.

- 1951 : Hugh Bradner, chercheur de la University of California, conçoit, pour le compte de l’US Navy, la première combinaison de plongée humide constituée d’une couche de néoprène piégeant des micro-bulles d’air.

- 1953 : Georges Beuchat lance la 1re combinaison isothermique. [réf. nécessaire]

- 1953 : La société EDCO commercialise la combinaison humide (wetsuit en anglais) de Bradner.

- 1958 : première bouée collerette PA59, équipée d'une bouteille de CO2 qui en assure le remplissage, par Aérazur. Sa désignation est d'origine militaire, c'est celle que lui attribue la Marine nationale française : « PA » pour « Plongeur Autonome » et « 59 » pour l'année de mise en service dans la Marine de ce nouvel équipement, 1959. La mise au point de l'équipement lui-même date de décembre 1958.

- 1959 : gilet stabilisateur

- 1960 : première utilisation, par Keller, d'un ordinateur IBM 650, à titre d'ordinateur de plongée et de tables de décompression pour calculer les paliers de décompression.

- 1961 : première bouée collerette Fenzy (« PA61 » dans le système de désignation de la Marine nationale française, « PA » pour « Plongeur Autonome » et « 61 » pour « 1961 ») avec réserve d’air indépendante.

- 1964 : Lancement des palmes de plongée Jetfins par la société Beuchat.

- 1971 : premier gilet stabilisateur branché sur la réserve d'air du plongeur, par la société américaine Scubapro. C’est l’invention du direct system et de « l'inflateur », système qui permet au plongeur de gonfler et dégonfler manuellement son gilet stabilisateur non pas avec une réserve réduite et séparée de sa réserve principale mais directement de cette dernière, celle qui lui fournit aussi son air respirable.

- 1979 : Île de Port-Cros, premier sentier sous-marin de Méditerranée visitable en randonnée palmée  subaquatique snorkeling.

Plusieurs sources s'opposent quant à l'invention du premier masque monoverre :
- 1932-1934 : le Russe Alec Kramarenko brevète un masque avec tube respiratoire à valve, interdisant l’entrée d’eau dans le tube, sorte de tuba. Deux poires situées sur la partie supérieure du masque permettent d'éviter le placage en profondeur.

- 1936-1938 : masque monoverre de Frédéric Dumas, bricolé avec une chambre à air de camion... Ce masque est de nos jours conservé au musée Frédéric-Dumas de Sanary-sur-Mer.

- 1936 : à Sanary-sur-Mer, création du masque de Paul Dubois, le « squale lux » (source : site de la société Squale). À Sanary, la société de Dubois fabriqua et vendit longtemps ce masque. Actuellement la Société Squale se trouve à Vaiges, dans la Mayenne.

- 1938 : à Nice, brevet de masque monoverre en caoutchouc de Maxime Forjot, avec tuba, « l'œil sous-marin ».

- 1940-1944 : Jeanine Dubois (épouse de Paul Dubois) se rend souvent à la plage de Sanary-sur-Mer où elle rencontre Frédéric Dumas, qui s’adonne à la pêche sous-marine non seulement pour son plaisir mais aussi pour pallier la pénurie de nourriture due à la guerre. Elle en parle à son mari, Paul Dubois, et celui-ci décide de rencontrer Dumas, qui lui montre son masque « fait maison ».

- 1944 : Paul Dubois brevette le masque « SQUALE » le 19 décembre à l’Office Blétry à Paris (source : Gérard Loridon).

Plusieurs sources s'opposent quant à l'invention du premier détendeur de plongée à deux étages :
- 1949 : l'Australien Ted Eldred (en) fabrique un détendeur à deux étages qu'il appelle Porpoise regulator (ce qui peut se traduire par « détendeur Marsouin ») et le commercialise à partir de 1952, puis cède son brevet à Aqua Lung/La Spirotechnique en 1956.

- 1955 : les Français Jean Bronnec et Raymond Gauthier déposent le brevet du « Cristal », commercialisé par leur propre société à Marseille, puis repris à partir de 1957 sous le nom de « Aquamatic » au sein de la société US Divers (une division de la société française Aqua Lung/La Spirotechnique, filiale d'Air Liquide).

- 1956-1957 : des sociétés telles que Rose Pro, US Divers ou Sportsways fabriquent et vendent des détendeurs à deux étages.

- 1958 : le Suédois Ingvar Elfström crée la société d'équipements de plongée Poseidon et dépose le brevet d'un détendeur à deux étages.